# Amber Rose
Amber Rose (nascuda Amber Levonchuck; 21 d'octubre de 1983), és una model americana, actriu, i dissenyadora de moda.